# 325.000 francs (téléfilm)
Pour plus de détails, voir Fiche technique et Distribution.
325.000 francs est un téléfilm français de Jean Prat (1964), adapté du roman éponyme de Roger Vailland.

## Synopsis
Roger Vailland se met en scène comme témoin, et parfois acteur, de l’histoire qu’il raconte. Après son installation à Meillonnas, il se rend fréquemment à Oyonnax, selon lui pour voir des parents. La ville, autrefois spécialisée dans la fabrication de peignes de buis, géant dans le Jura, s’est reconvertie dans l’industrie de la matière plastique. On y fabrique tout en « plastique », des peignes aux chaises en passant par les fleurs et les poubelles.
La famille Busard se partage entre les edelweiss que le père continue à tailler dans le buis et le polissage des montures de lunettes que sa femme et sa fille traitent à domicile pour une usine voisine ; Bernard, quant à lui, a « dit non une fois pour toutes » : il ne s’épuiserait ni sur du buis comme son père, ni sur une presse à injecter comme les autres jeunes de la ville. Sa passion, c’est le vélo, comme Vailland, dont cela le rapproche. Il fait les courses locales et en gagne parfois, mais il est desservi par son impétuosité. Ainsi, dans le « Grand prix de la Droguerie centrale », attaque-t-il trop tôt, chutant de plus à cause d’un gamin qui lui coupe la route, et doit laisser la victoire au ventre jaune (Bressan) Bonnefond.
Or Bernard est très amoureux de Marie-Jeanne, qui le fait languir depuis un an. Elle veut en fait surtout quitter Oyonnax. Une occasion se présente : on propose à Bernard de prendre la gérance d’un Relaisroute. Mais il faut pour cela une mise de fonds, et si son père et Marie-Jeanne mettent la main au pot, il lui manque 325.000 francs.
Il décide alors de rompre son serment de ne jamais travailler sur une presse, et de s'y mettre avec un collègue, par tranche de quatre heures en continu, durant six mois, soit douze heures par jour sans repos hebdomadaire, et sans la majoration des heures supplémentaires, ce qui fait hurler le syndicat. Le collègue, ce sera le ventre jaune Bonnefond, dont il connaît l’endurance.
Bernard s’épuise d’autant plus que les roulements de quatre heures ne ménagent guère la possibilité de dormir, et qu’il continue de voir Marie-Jeanne quatre soirs par semaine. Il ne tient qu’à coups de Maxiton, et l’arrivée d’un nouveau système de refroidissement augmente les cadences.
Ce qui devait arriver bien sûr arrive…
La voix de Roger Vailland prête « aux marxistes » la moralité de sa fable : « On n’échappe pas à sa condition sans transformer la société qui vous a enfermé dans cette condition ».

## Fiche Technique
- Titre : 325.000 francs
- Réalisateur : Jean Prat
- Adaptation et dialogues : Jean Prat et Roger Vailland, d'après son livre éponyme
- Image : Roger Arrignon
- Caméra : René Versini
- Son : Maurice Teboul
- Scripte : Jacqueline Nazet
- Montage : Catherine Delmas et Claude Lopez
- Mixage : Paul Bonnefond
- Décors : Georges Lévy
- Costumes : Lisele Roos
- Maquillage : Tamani Berkani
- Pays d'origine :  France
- Langue : français
- Genre : drame
- Durée : 98 minutes
- Date de diffusion : 27 octobre 1964 sur la 1re chaîne de l’ORTF

## Distribution
Dans l’ordre du générique :
- Jean-Claude Rolland : Bernard Busard
- Danièle Argence : Marie-Jeanne
- Claude Confortès : Bonnefond, le Bressan
- Sylvia Sorrente : Juliette
- Francis Lax : Paul Morel
- Michèle Simonnet : Hélène, la sœur de Bernard
- Charles Blavette : Jambe d'Argent
- Roger Vailland : lui-même
- Claire Maurier : Cordélia Vailland

Non crédités :
- Paul Frankeur : Chatelard, le syndicaliste
- Henri Coutet : le père de Bernard
- Jean Bourgogne : le contremaître, et un ouvrier
- Anne Auger : la mère de Bernard
- Thérèse Renouard : la marraine
- Jacqueline Verpeaux : une brodeuse

## Autour du film
Le téléfilm est tourné à Oyonnax, sur les routes de l’Ain et à Meillonnas.
La présence de Roger Vailland, que les premières images montrent à sa table de travail, est émouvante : malade au point d'avoir planifié son suicide, il mourra en mai suivant à Meillonnas.